# Заборонені барви
«Заборонені барви» (яп. 禁色, Kinjiki) — роман японського письменника  Юкіо Місіми (справжнє і'мя Хіраока Кімітаке), що став найбільш гомоеротичним і масштабним одкровенням автора. Своєрідною основою для роману послужила новела Томаса Манна «Смерть у Венеції».

## Сюжет
Відомий старий письменник Сюнсуке, що вже давно списався, зустрічає юнака, на ім'я Юїті Мінамі і відкриває у ньому ту красу, про яку сам Юїті спершу не здогадувався. Відбувається своєрідне відкриття Нарциса стороннім спостерігачем. Письменник, усвідомлюючи, що юнак володіє тим, чого йому все життя бракувало, – красою, здатністю причаровувати – прагне перетворити Юїті на знаряддя моральних тортур, аби помститися жінкам, які не покохали його, Сюнсуке. Те, що юнак спроможний кохати тільки юнаків, лише розпалює уяву старого. Дивний вчинок і страшний вчинок – життя Юїті круто змінюється, з волі Сюнсуке він бере шлюб, і водночас перетворюється на світського лева, завойовника жіночих сердець. Це фальшиве амплуа гнітить Юїті, він відчуває провину перед дружиною. Він – іграшка в руках Сюнсуке. Йому хочеться втекти, і тут виявляється, що є інший світ – світ, заселений такими, як він сам. Юїті занурюється у цей світ непримітних для широкого загалу барів і особняків, де геї так само прагнуть володіти його красою, як і жінки, яких він не може кохати. Він легко міняє коханців, дозволяє собі вередування, зверхність, але аромат розквітлого Нарциса виявляється отруйним і для нього, і для близьких людей.
У фіналі Юїті вирішує навідатися до Сюнсуке і віддати йому чек, виписаний на його ім'я старим другом письменника Кавадою, що був закоханий в Юїті, щоб стати абсолютно вільним від старого. По дорозі до його будинку Юїті бачить пожежу: знак, що постійно зустрічався юнакові з дня його першого гомосексуального зв'язку.
Він застає Сюнсуке зненацька: той працював над автобіографічним есе і не чекав гостя. Обоє почали відчувати присутність когось третього, іншого Юїті. Після випитого вина Сюнсуке вирішив подрімати і попросив Юїті розбудити його через 20-30 хвилин. Письменника знаходять мертвим. Лікар пояснює, що смерть настала в результаті суїциду (летальна доза павіналу). Сюнсуке залишив заповіт: увесь його статок відтепер належить Юїті.

## Переклади
Українською роман вийшов у 2011 році у видавництві «Фоліо» у перекладі Дмитра Москальова.

## Екранізації
- Першим твором була екранізація роману «Кіндзікі» Тацумі Хіджіката, прем'єра якого відбулася в 1959 році.

## Цікавий факт
Назва роману була використана британським музикантом Девідом Сільвіаном та композитором Рюіті Сакамото для назви пісні на головну музичну тему саундтреку до фільму «Щасливого Різдва, містере Лоуренс» (1983), дія якого відбувається в японському таборі для військовополонених на Яві та містить дослідження гомоеротичної тематики. Девід Сільвіан (автор тексту пісні) записав вокальну версію «Forbidden Colours», яка була випущена як сингл. 